# Feqiyê Teyran
Mihemmed Mikis, surnommé Feqiyê Teyran ou Faqi Tayran  (« le juriste des oiseaux », 1590 - 1660) est l'un des grands poètes classiques kurdes. Il est originaire du village de Miks, dans la région d'Hakkari.

## Biographie
Dans sa jeunesse, il part à Cizre, alors capitale de la principauté du Botan, où il étudie l'art poétique après de Melayê Cizîrî (1570-1640), le grand poète de la cour des princes du Botan, qui a décidé de faire du kurde une langue littéraire. Jusque-là, la plupart des poètes kurdes choisissaient de s'exprimer en arabe ou en persan. Feqiyê Teyran va devenir son plus célèbre disciple.

## Œuvres
Faqi Tayran dispose de plusieurs œuvres littéraires : Wesfê shêxê Senhanî (L’histoire du cheikh Sanan), Qewlê Hespê Res (La Légende du cheval noir) et Qiseya Bersîyayî (L’histoire de Bersis). Il est peut-être le premier poète kurde à écrire, à côté des poésies, des romans versifiés.Ses œuvres sont fortement influencées par les contes du folklore kurde. Il a également écrit plusieurs poèmes. Les plus célèbres d'entre eux sont les pastorales, il a écrit tout en correspondant avec Malaye Jaziri. Faqi Tayran est aussi crédité pour avoir contribué au plus ancien récit littéraire de la bataille de Dimdim en 1609-1610 entre les Kurdes et l'Empire safavide. Dans les traditions orales kurde (Bayt), œuvres littéraires et d'histoires, cette bataille a été traitée comme une lutte du peuple kurde contre la domination étrangère. En fait, Bayt Dimdim est considéré comme une épopée nationale juste derrière Mem û Zin (Mam et Zin) d'Ehmedê Khani. Celui-ci est connu dans ses versions en kurmanji, sorani et en arménien.